# Corund (gmina)
Corund – gmina w Rumunii, w okręgu Harghita. Obejmuje miejscowości Atia, Calonda, Corund, Fântâna Brazilor i Valea lui Pavel. W 2011 roku liczyła 6135 mieszkańców.